# Tyrone Sawyers
Tyrone Sawyers (Portmore, 21 maggio 1981) è un ex calciatore giamaicano, di ruolo difensore.

## Carriera

### Club
Ha cominciato a giocare nell'Hazard United. Nel 2003 è stato acquistato dal Portmore Utd. Nel 2006 è passato in prestito al Joe Public. Nel 2007 è tornato al Portmore Utd. Nel 2010 si è trasferito all'Humble Lions, con cui ha concluso la propria carriera nel 2013.

### Nazionale
Ha debuttato in Nazionale il 19 dicembre 2004, in Giamaica-Saint Lucia (2-1). Ha partecipato, con la Nazionale, alla CONCACAF Gold Cup 2005. Ha collezionato in totale, con la maglia della Nazionale, 8 presenze.

## Palmarès

### Club

#### Competizioni nazionali
- Campionato giamaicano di calcio: 3

Hazard United: 2002-2003
Portmore United: 2004-2005, 2007-2008
- Coppa della Giamaica: 3

Hazard United: 2002-2003
Portmore United: 2004-2005, 2006-2007
- Coppa di Lega di Trinidad e Tobago: 1

Joe Public: 2006